# Agrilus camaxtlei
Agrilus camaxtlei es una especie de insecto del género Agrilus, familia Buprestidae, orden Coleoptera.
Fue descrita científicamente por Fisher, 1938.